# Lingue iraniche sudorientali
Le lingue iraniche sudorientali sono un ramo delle lingue iraniche orientali.

## Classificazione
Secondo l'edizione 2009 di Ethnologue, le lingue iraniche sudorientali comprendono 11 idiomi così classificati:
- Lingue del Pamir
  - lingue shugni-yazgulami
    - lingua shughni [codice ISO 639-3 sgh]
    - lingua sarikoli [srh]
    - lingua yazgulyam [yah]

  - lingua munji [mnj]
  - lingua sanglechi-ishkashimi [sgl]
  - lingua wakhi [wbl]
  - lingua yidgha [ydg]
- Lingue pashtu
  - lingua pashtu centrale  [pst]
  - lingua pashtu settentrionale [pbu]
  - lingua pashtu meridionale [pbt]
  - lingua waneci [wne]